# Miss You (Jérémie Makiese)
Miss You è il singolo di debutto del cantante belga Jérémie Makiese, pubblicato il 10 marzo 2022 su etichetta discografica Universal Music Belgium.

## Descrizione
Il 15 settembre 2021 è stato confermato che l'emittente pubblica vallone RTBF ha selezionato Jérémie Makiese internamente come rappresentante belga all'Eurovision Song Contest 2022. Miss You è stato rivelato come suo brano eurovisivo e pubblicato sul canale YouTube della manifestazione e in digitale il 10 marzo 2022.
Nel maggio successivo, dopo essersi qualificato dalla seconda semifinale, Jérémie Makiese si è esibito nella finale eurovisiva, dove si è piazzato al 19º posto su 25 partecipanti con 64 punti totalizzati.

## Tracce
Testi e musiche di Jérémie Makiese, Silvio Lisbonne e Manon Romiti.
1. Miss You – 2:53

## Classifiche

### Classifiche settimanali
| Classifica (2022) | Posizione massima |
| ----------------- | ----------------- |
| Belgio (Fiandre)  | 1                 |
| Belgio (Vallonia) | 3                 |
| Islanda           | 30                |
| Lituania          | 17                |

### Classifiche di fine anno
| Classifica (2022) | Posizione |
| ----------------- | --------- |
| Belgio (Fiandre)  | 29        |
| Belgio (Vallonia) | 49        |